# Espen
Espen anciennement HS Center est un centre commercial situé au centre de Vaasa en Finlande.

## Présentation
Le centre commercial Espen compte des magasins spécialisés dans la mode, l'habillement et la beauté, trois banques, une bijouterie, un café, une pharmacie et un cinéma. 
Espen appartient à Trevian Finland Real Estate, jusqu'au 14 février 2020, le propriétaire était Harry Schaumans stiftelse.